# Jordan 199
La Jordan 199 è una monoposto di Formula 1 realizzata dalla Jordan per gareggiare nel campionato mondiale di Formula 1 1999. Progettata da Mike Gascoyne e guidata da Damon Hill e Heinz-Harald Frentzen, fu la migliore vettura costruita dalla scuderia irlandese, l'unica in grado di cogliere più di una vittoria nella stessa stagione e di poter competere per la vittoria di un titolo mondiale.
Durante il campionato Hill utilizzò una vettura con il passo più lungo rispetto a quella progettata dal team.

## Presentazione
La cerimonia di presentazione della Jordan 199 avvenne al teatro Palladium di Londra il 1º febbraio. L'avvenimento fu preceduto dall'esibizione di un mago pakistano. Durante la cerimonia vi era molta tensione in particolar modo riguardo al possibile ritorno in Formula 1 come scuderia della Honda, che forniva i motori al team irlandese, e sia Eddie Jordan che Hirotoshi Honda cercarono di eludere ogni domanda riguardo all'argomento. Il patron della scuderia si dichiarò invece molto ottimista sulla possibilità di raggiungere il terzo posto nel Campionato Costruttori ed espresse parecchia soddisfazione per la coppia di piloti a disposizione. Per quanto riguarda le dichiarazioni di questi ultimi, Damon Hill elogiò il lavoro svolto dai tecnici, mentre Heinz-Harald Frentzen affermò di essere contento dell'atmosfera del team. La mancanza poi della Jordan al mese di test di gennaio non turbò minimamente il tedesco, fiducioso sulla possibilità di sviluppare la vettura nel solo mese di febbraio.

## Caratteristiche
Evoluzione della Jordan 198, per la creazione della 199, Gascoyne puntò molto sulla cura dell'aerodinamica. Comparvero infatti due pinne davanti alle fiancate e, alla scopo di creare delle fiancate compatte con il resto della vettura, venne spostato in basso il serbatoio. Particolare conformazione aveva anche l'alettone anteriore, costruito in modo da avere un flusso d'aria ottimale nella parte sottostante la monoposto. A sua volta il fondo della 199 presentava, rispetto alla stagione precedente, una carenatura nella parte iniziale delle fiancate.
Altre novità riguardarono il motore che, con il nuovo MF-301HD, era in grado di sprigionare una maggiore potenza ed, essendo più compatto, permetteva un abbassamento del baricentro della vettura. Inoltre il propulsore era fissato al telaio, riprendendo una soluzione simile a quella usata negli anni 1970. Anche il serbatoio dell'olio subì delle modifiche, venendo spostato più centralmente.
Molte polemiche causò la presenza di due alette ai lati della testa del pilota, invece delle tradizionali protezioni imposte dal regolamento. Per questo motivo la FIA decise di vietare questo tipo di soluzione tecnica.

## Carriera agonistica

### Test
La Jordan cominciò a fare i primi test sin dal giorno seguente la presentazione, con Damon Hill impegnato a Silverstone. Il giorno seguente scese in pista pure Frentzen, che chiuse terzo dietro le Benetton, precedendo però il compagno di squadra. Nei giorni successivi il team si trasferì a Barcellona, ottenendo risultati discreti.
Pochi giorni prima poi dell'inizio della stagione, terminati i vari test invernali, Alesi dichiarò che a suo parere la Jordan sarebbe stata la sorpresa della stagione.

### Stagione
La vettura si mostrò molto competitiva nel corso del campionato, in particolar modo con Frentzen, capace di cogliere due successi e tutti e 6 i podi della scuderia durante l'anno. Con la vittoria al GP d'Italia, il tedesco si ritrovò in lotta per il titolo piloti, staccato di soli 10 punti dalla coppia di testa Häkkinen-Irvine. Più deludenti le prestazioni di Hill, che ottenne solo quattro piazzamenti a punti e nessun podio. La scuderia terminò terza in campionato, il migliore risultato di sempre per la Jordan.

## Risultati in Formula 1
| Anno | Team   | Motore      | Gomme | Piloti   |     |     |     |     |     |     |     |   |   |     |   |   |    |     |     |     | Punti | Pos. |
| ---- | ------ | ----------- | ----- | -------- | --- | --- | --- | --- | --- | --- | --- | - | - | --- | - | - | -- | --- | --- | --- | ----- | ---- |
| 1999 | Jordan | Mugen-Honda | B     | Hill     | Rit | Rit | 4   | Rit | 7   | Rit | Rit | 5 | 8 | Rit | 6 | 6 | 10 | Rit | Rit | Rit | 61    | 3º   |
| 1999 | Jordan | Mugen-Honda | B     | Frentzen | 2   | 3   | Rit | 4   | Rit | 11  | 1   | 4 | 4 | 3   | 4 | 3 | 1  | Rit | 6   | 4   | 61    | 3º   |

| Legenda | 1º posto     | 2º posto | 3º posto    | A punti         | Senza punti/Non class.  | Grassetto – Pole position Corsivo – Giro più veloce |
| Legenda | Squalificato | Ritirato | Non partito | Non qualificato | Solo prove/Terzo pilota | Grassetto – Pole position Corsivo – Giro più veloce |